# KBS 2TV 수목 드라마
KBS 2TV 수목 드라마는 KBS 2TV에서 매주 수요일부터 목요일 오후 9시 50분에 방송 중인 드라마 프로그램이다.

## 개요
미니 시리즈 드라마 형식으로 방송 중이다.

## 방송 시간
| 방송 채널 | 방송 기간                           | 방송 시간                                                                | 방송 분량                                        |
| --------- | ----------------------------------- | ------------------------------------------------------------------------ | ------------------------------------------------ |
| KBS 2TV   | 1984년 10월 31일 ~ 1985년 2월 21일  | 매주 수요일 ~ 목요일 오후 9시 30분 ~ 오후 10시 20분                      | 50분                                             |
| KBS 2TV   | 1985년 2월 27일 ~ 1988년 4월 28일   | 매주 수요일 ~ 목요일 오후 10시 ~ 오후 10시 50분                          | 50분                                             |
| KBS 2TV   | 1988년 5월 4일 ~ 1989년 10월 5일    | 매주 수요일 ~ 목요일 오후 9시 50분 ~ 오후 10시 40분                      | 50분                                             |
| KBS 2TV   | 1989년 10월 11일 ~ 1992년 10월 1일  | 매주 수요일 ~ 목요일 오후 9시 35분 ~ 오후 10시 30분                      | 55분                                             |
| KBS 2TV   | 1992년 10월 7일 ~ 1993년 4월 29일   | 매주 수요일 ~ 목요일 오후 9시 45분 ~ 오후 10시 40분                      | 55분                                             |
| KBS 2TV   | 1993년 5월 5일 ~ 1993년 10월 14일   | 매주 수요일 ~ 목요일 오후 9시 25분 ~ 오후 10시 20분                      | 55분                                             |
| KBS 2TV   | 1993년 10월 20일 ~ 1994년 2월 17일  | 매주 수요일 ~ 목요일 오후 9시 35분 ~ 오후 10시 30분                      | 55분                                             |
| KBS 2TV   | 1994년 2월 23일 ~ 1994년 10월 6일   | 매주 수요일 ~ 목요일 오후 9시 55분 ~ 오후 10시 50분                      | 55분                                             |
| KBS 2TV   | 1994년 10월 12일 ~ 1995년 11월 2일  | 매주 수요일 ~ 목요일 오후 9시 50분 ~ 오후 10시 45분                      | 55분                                             |
| KBS 2TV   | 1995년 11월 8일 ~ 1996년 5월 9일    | 매주 수요일 ~ 목요일 오후 9시 50분 ~ 오후 10시 50분                      | 1시간                                            |
| KBS 2TV   | 1997년 3월 5일 ~ 1998년 2월 12일    | 매주 수요일 ~ 목요일 오후 9시 50분 ~ 오후 10시 50분                      | 1시간                                            |
| KBS 2TV   | 2000년 7월 26일 ~ 2002년 1월 10일   | 매주 수요일 ~ 목요일 오후 9시 50분 ~ 오후 10시 50분                      | 1시간                                            |
| KBS 2TV   | 1996년 5월 15일 ~ 1997년 2월 27일   | 매주 수요일 ~ 목요일 오후 9시 45분 ~ 오후 10시 45분                      | 1시간                                            |
| KBS 2TV   | 2024년 8월 14일 ~ 2025년 2월 20일   | 매주 수요일 ~ 목요일 오후 9시 50분 ~ 오후 10시 55분                      | 1시간 5분 (중간 광고 포함 / 통합 방송)           |
| KBS 2TV   | 2025년 4월 30일 ~ 2025년 8월 28일   | 매주 수요일 ~ 목요일 오후 9시 50분 ~ 오후 10시 55분                      | 1시간 5분 (중간 광고 포함 / 통합 방송)           |
| KBS 2TV   | 2002년 1월 16일 ~ 2002년 10월 24일  | 매주 수요일 ~ 목요일 오후 9시 50분 ~ 오후 11시                           | 1시간 10분                                       |
| KBS 2TV   | 2003년 11월 5일 ~ 2004년 10월 28일  | 매주 수요일 ~ 목요일 오후 9시 50분 ~ 오후 11시                           | 1시간 10분                                       |
| KBS 2TV   | 2020년 7월 1일 ~ 2020년 7월 9일     | 매주 수요일 ~ 목요일 오후 9시 50분 ~ 오후 11시                           | 1시간 10분 (1회 당 1부, 2부 각각 35분 분할 방송) |
| KBS 2TV   | 2020년 7월 15일 ~ 2021년 6월 9일    | 매주 수요일 ~ 목요일 오후 9시 50분 ~ 오후 11시                           | 1시간 10분 (1회 당 1부 40분, 2부 30분 분할 방송) |
| KBS 2TV   | 2022년 4월 27일 ~ 2022년 8월 17일   | 매주 수요일 ~ 목요일 오후 9시 50분 ~ 오후 11시                           | 1시간 10분 (중간 광고 포함 / 통합 방송)          |
| KBS 2TV   | 2022년 8월 31일 ~ 2022년 9월 29일   | 매주 수요일 ~ 목요일 오후 9시 50분 ~ 오후 11시                           | 1시간 10분 (중간 광고 포함 / 통합 방송)          |
| KBS 2TV   | 2004년 11월 3일 ~ 2012년 10월 4일   | 매주 수요일 ~ 목요일 오후 9시 55분 ~ 오후 11시 5분 (또는 오후 11시 15분) | 1시간 10분 (또는 1시간 20분)                     |
| KBS 2TV   | 2012년 10월 10일 ~ 2013년 10월 17일 | 매주 수요일 ~ 목요일 오후 10시 ~ 오후 11시 20분                          | 1시간 20분                                       |
| KBS 2TV   | 2013년 10월 23일 ~ 2013년 10월 24일 | 매주 수요일 ~ 목요일 오후 10시 ~ 오후 11시 10분                          | 1시간 10분                                       |
| KBS 2TV   | 2013년 11월 27일 ~ 2018년 6월 14일  | 매주 수요일 ~ 목요일 오후 10시 ~ 오후 11시 10분                          | 1시간 10분                                       |
| KBS 2TV   | 2018년 7월 4일 ~ 2020년 6월 25일    | 매주 수요일 ~ 목요일 오후 10시 ~ 오후 11시 10분                          | 1시간 10분 (1회 당 35분 / 2회 연속 방송)         |
| KBS 2TV   | 2013년 10월 30일 ~ 2013년 11월 21일 | 매주 수요일 ~ 목요일 오후 10시 ~ 오후 11시 15분                          | 1시간 15분                                       |
| KBS 2TV   | 2022년 4월 20일 ~ 2022년 4월 21일   | 매주 수요일 ~ 목요일 오후 9시 50분 ~ 오후 11시 10분                      | 1시간 20분 (중간 광고 포함 / 통합 방송)          |
| KBS 2TV   | 2022년 8월 24일 ~ 2022년 8월 25일   | 매주 수요일 오후 9시 50분 ~ 오후 11시 10분                               | 1시간 20분 (중간 광고 포함 / 통합 방송)          |
| KBS 2TV   | 2022년 8월 24일 ~ 2022년 8월 25일   | 매주 목요일 오후 9시 50분 ~ 오후 11시                                    | 1시간 10분 (중간 광고 포함 / 통합 방송)          |
| KBS 2TV   | 2022년 10월 5일 ~ 2022년 11월 10일  | 매주 수요일 ~ 목요일 오후 9시 50분 ~ 오후 11시                           | 1시간 10분 (중간 광고 포함 / 통합 방송)          |
| KBS 2TV   | 2024년 8월 14일 ~ 2025년 8월 28일   | 매주 수요일 ~ 목요일 오후 9시 50분 ~ 오후 11시 5분                       | 1시간 15분 (중간 광고 포함 / 통합 방송)          |

## 프로그램 리스트
- 아래 드라마 프로그램들은 2003년 이전에 제작·방송한 작품들로 부득이하게 일부 장면에서 흡연 장면 및 담배 소품이 노출될 수 있으며 시청자 여러분들의 양해를 바랍니다.
- 아래 드라마 프로그램들은 2002년 11월 이후 시청 가능 연령을 표시하는 드라마 프로그램 등급 제도를 의무적으로 시행하여 현재까지 이어지고 있습니다.
- 2017년 3월 1일부터 TV 프로그램 등급 표시 외에 주제, 폭력성, 선정성, 언어, 모방 위험 등 분류 사유 표시를 의무적으로 시행하고 있습니다.

### 1980년대

#### 1984년
- 《불꽃놀이》 : 1984년 10월 31일 ~ 1985년 4월 18일

#### 1985년
- 《빛과 그림자》 : 1985년 4월 24일 ~ 1986년 1월 16일

#### 1986년
- 《이별 그리고 사랑》 : 1986년 1월 22일 ~ 7월 31일
- 《뜨거운 강》 : 1986년 8월 6일 ~ 1987년 2월 26일

#### 1987년
- 《욕망의 문》 : 1987년 3월 4일 ~ 1988년 2월 25일

#### 1988년
- 《황금의 탑》 : 1988년 3월 2일 ~ 1988년 7월 28일
- 《그 해 겨울은 따뜻했네》 : 1988년 8월 3일 ~ 1988년 9월 22일
- 《풍객》 : 1988년 10월 12일 ~ 1988년 12월 1일
- 《훠어이 훠어이》 : 1988년 12월 7일 ~ 1989년 2월 2일

#### 1989년
- 《왕룽일가》 : 1989년 2월 8일 ~ 1989년 4월 27일
- 《숲은 잠들지 않는다》 : 1989년 5월 3일 ~ 1989년 6월 22일
- 《무풍지대》 : 1989년 6월 28일 ~ 1989년 9월 7일
- 《절반의 실패》 : 1989년 9월 13일 ~ 1989년 11월 30일
- 《끝 없는 사랑》 : 1989년 12월 6일 ~ 1989년 12월 28일

### 1990년대

#### 1990년
- 《빙점》 : 1990년 1월 3일 ~ 1990년 2월 22일
- 《지워진 여자》 : 1990년 2월 28일 ~ 1990년 3월 22일
- 《겨울 나그네》 : 1990년 3월 28일 ~ 1990년 6월 21일
- 《지구인》 1990년 6월 27일 ~ 1990년 8월 16일
- 《우리가 사랑하는 죄인》 : 1990년 8월 22일 ~ 1990년 9월 27일
- 《그대 아직도 꿈꾸고 있는가》 : 1990년 10월 3일 ~ 1990년 10월 25일
- 《검생이의 달》 : 1990년 10월 31일 ~ 1990년 11월 29일
- 《머슴아와 가이내》 : 1990년 12월 5일 ~ 1990년 12월 27일

#### 1991년
- 《가을꽃 겨울나무》 : 1991년 1월 2일 ~ 1991년 1월 31일
- 《레테의 연가》 : 1991년 2월 6일 ~ 1991년 2월 28일
- 《도둑의 아내》 : 1991년 3월 6일 ~ 1991년 4월 4일
- 《밥상을 차리는 여자》 : 1991년 4월 10일 ~ 1991년 5월 2일
- 《밀월》 : 1991년 5월 8일 ~ 1991년 5월 30일
- 《저린 손 끝》 : 1991년 6월 5일 ~ 1991년 7월 4일
- 《가까운 골짜기》 : 1991년 7월 10일 ~ 1991년 8월 1일
- 《우리는 중산층》 : 1991년 8월 7일 ~ 1991년 9월 26일
- 《촛불처럼 타다》 : 1991년 10월 2일 ~ 1991년 10월 31일
- 《아스팔트 내 고향》 : 1991년 11월 6일 ~ 1991년 11월 28일
- 《교토 25시》 : 1991년 12월 4일 ~ 1992년 1월 30일

#### 1992년
- 《수요일은 모짜르트를 듣는다》 : 1992년 2월 5일 ~ 1992년 2월 27일
- 《92' 고래 사냥》 : 1992년 3월 4일 ~ 1992년 3월 26일
- 《백번 선본 여자》 : 1992년 4월 1일 ~ 1992년 4월 23일
- 《위기의 남자》 : 1992년 4월 29일 ~ 1992년 6월 18일
- 《검은 자화상》 : 1992년 6월 24일 ~ 1992년 8월 6일
- 《추리 3부작》 : 1992년 8월 12일 ~ 1992년 9월 17일
- 《남편의 여자》 : 1992년 9월 23일 ~ 1992년 10월 15일
- 《이별 없는 아침》 : 1992년 10월 21일 ~ 1992년 11월 19일
- 《적색지대》 : 1992년 11월 25일 ~ 1993년 2월 4일

#### 1993년
- 《희망》 : 1993년 2월 10일 ~ 1993년 4월 1일
- 《기쁨이면서 슬픔인 채로》: 1993년 4월 7일 ~ 1993년 5월 27일
- 《굿모닝 영동》 : 1993년 6월 2일 ~ 1993년 7월 15일
- 《비검》 : 1993년 7월 22일 ~ 1993년 8월 19일
- 《살아남은 자의 슬픔》 : 1993년 8월 25일 ~ 1993년 10월 14일
- 《백색 미로》 : 1993년 10월 20일 ~ 1993년 12월 9일
- 《왕십리》 : 1993년 12월 15일 ~ 1994년 1월 20일

#### 1994년
- 《폴리스》 : 1994년 1월 26일 ~ 1994년 3월 24일
- 《사라비아 공화국》 : 1994년 3월 30일 ~ 1994년 5월 19일
- 《무당》 : 1994년 5월 25일 ~ 1994년 7월 14일
- 《느낌》 : 1994년 7월 20일 ~ 1994년 9월 8일
- 《숨은 그림 찾기》 : 1994년 9월 14일 ~ 1994년 10월 6일
- 《인간의 땅》 : 1994년 10월 12일 ~ 1995년 2월 23일

#### 1995년
- 《갈채》 : 1995년 3월 8일 ~ 1995년 5월 4일
- 《창공》 : 1995년 5월 10일 ~ 1995년 6월 29일
- 《가면 속의 천사》 : 1995년 7월 5일 ~ 1995년 8월 24일
- 《바람의 아들》 : 1995년 8월 30일 ~ 1995년 11월 2일
- 《남자 만들기》 : 1995년 11월 8일 ~ 1995년 11월 30일
- 《또 하나의 시작》 : 1995년 12월 6일 ~ 1995년 12월 28일

#### 1996년
- 《파파》 : 1996년 1월 3일 ~ 1996년 2월 29일
- 《프로젝트》 :  1996년 3월 6일 ~ 1996년 4월 25일
- 《컬러》 : 1996년 5월 1일 ~ 1996년 6월 20일
- 《전설의 고향》 : 1996년 6월 26일 ~ 1996년 9월 12일
- 《머나먼 나라》 : 1996년 9월 18일 ~ 1997년 2월 27일

#### 1997년
- 《욕망의 바다》 : 1997년 3월 5일 ~ 1997년 9월 11일
- 《그대 나를 부를 때》 : 1997년 9월 24일 ~ 1998년 2월 12일

### 2000년대

#### 2000년
- 《소설 목민심서》 : 2000년 7월 26일 ~ 2000년 10월 12일 (전체 방송 기간 : 2000년 5월 1일 ~ 2000년 10월 12일)
- 《천둥소리》 : 2000년 10월 18일 ~ 2001년 4월 12일

#### 2001년
- 《명성황후》 : 2001년 5월 9일 ~ 2002년 7월 18일

#### 2002년
- 《태양인 이제마》 : 2002년 7월 24일 ~ 2002년 10월 31일
- 《장희빈》 :  2002년 11월 6일 ~ 2003년 10월 23일

#### 2003년
- 《로즈마리》 : 2003년 10월 29일 ~ 2003년 12월 25일

#### 2004년
- 《꽃보다 아름다워》 : 2004년 1월 1일 ~ 2004년 4월 14일
- 《4월의 키스》 : 2004년 4월 21일 ~ 2004년 7월 8일
- 《풀 하우스》 : 2004년 7월 14일 ~ 2004년 9월 2일
- 《두번째 프러포즈》 : 2004년 9월 8일 ~ 2004년 11월 18일
- 《해신》 : 2004년 11월 24일 ~ 2005년 5월 26일

#### 2005년
- 《부활》 : 2005년 6월 1일 ~ 2005년 8월 18일
- 《장밋빛 인생》 : 2005년 8월 24일 ~ 2005년 11월 10일
- 《황금 사과》 : 2005년 11월 16일 ~ 2006년 2월 23일

#### 2006년
- 《굿바이 솔로》 : 2006년 3월 1일 ~ 2006년 4월 20일
- 《위대한 유산》 : 2006년 5월 3일 ~ 2006년 6월 29일
- 《투명인간 최장수》 : 2006년 7월 5일 ~ 2006년 9월 7일
- 《도망자 이두용》 : 2006년 9월 27일 ~ 2006년 10월 4일
- 《황진이》 : 2006년 10월 11일 ~ 2006년 12월 28일

#### 2007년
- 《달자의 봄》 : 2007년 1월 3일 ~ 2007년 3월 15일
- 《마왕》 : 2007년 3월 21일 ~ 2007년 5월 24일
- 《경성스캔들》 : 2007년 6월 6일 ~ 2007년 8월 1일
- 《사육신》 : 2007년 8월 8일 ~ 2007년 11월 1일
- 《인순이는 예쁘다》 : 2007년 11월 7일 ~ 2007년 12월 27일

#### 2008년
- 《쾌도 홍길동》 : 2008년 1월 2일 ~ 2008년 3월 26일
- 《아빠 셋 엄마 하나》 : 2008년 4월 2일 ~ 2008년 5월 22일
- 《태양의 여자》 : 2008년 5월 28일 ~ 2008년 7월 31일
- 《2008 전설의 고향》 : 2008년 8월 6일 ~ 2008년 9월 3일
- 《바람의 나라》 : 2008년 9월 10일 ~ 2009년 1월 15일

#### 2009년
- 《미워도 다시 한 번 2009》 : 2009년 2월 4일 ~ 2009년 4월 23일
- 《그저 바라보다가》 : 2009년 4월 29일 ~ 2009년 6월 18일
- 《파트너》 : 2009년 6월 24일 ~ 2009년 8월 13일
- 《아가씨를 부탁해》 : 2009년 8월 19일 ~ 2009년 10월 8일
- 《아이리스》 : 2009년 10월 14일 ~ 2009년 12월 17일

### 2010년대

#### 2010년
- 《추노》 : 2010년 1월 6일 ~ 2010년 3월 25일
- 《신데렐라 언니》 : 2010년 3월 31일 ~ 2010년 6월 3일
- 《제빵왕 김탁구》 : 2010년 6월 9일 ~ 2010년 9월 16일
- 《도망자 플랜 B》 : 2010년 9월 29일 ~ 2010년 12월 8일
- 《프레지던트》 : 2010년 12월 15일 ~ 2011년 2월 24일

#### 2011년
- 《가시나무새》 : 2011년 3월 2일 ~ 2011년 5월 5일
- 《로맨스 타운》 : 2011년 5월 11일 ~ 2011년 7월 14일
- 《공주의 남자》 : 2011년 7월 20일 ~ 2011년 10월 6일
- 《영광의 재인》 : 2011년 10월 12일 ~ 2011년 12월 28일

#### 2012년
- 《난폭한 로맨스》 : 2012년 1월 4일 ~ 2012년 2월 23일
- 《적도의 남자》 : 2012년 3월 21일 ~ 2012년 5월 24일
- 《각시탈》 : 2012년 5월 30일 ~ 2012년 9월 6일
- 《세상 어디에도 없는 착한남자》 : 2012년 9월 12일 ~ 2012년 11월 15일
- 《전우치》 : 2012년 11월 21일 ~ 2013년 2월 7일

#### 2013년
- 《아이리스 2》 : 2013년 2월 13일 ~ 2013년 4월 18일
- 《천명: 조선판 도망자 이야기》 : 2013년 4월 24일 ~ 2013년 6월 27일
- 《칼과 꽃》 : 2013년 7월 3일 ~ 2013년 9월 5일
- 《비밀》 : 2013년 9월 25일 ~ 2013년 11월 14일
- 《예쁜 남자》 : 2013년 11월 20일 ~ 2014년 1월 9일

#### 2014년
- 《감격시대: 투신의 탄생》 : 2014년 1월 15일 ~ 2014년 4월 3일
- 《골든크로스》 : 2014년 4월 9일 ~ 2014년 6월 19일
- 《조선 총잡이》 : 2014년 6월 25일 ~ 2014년 9월 4일
- 《아이언맨》 : 2014년 9월 10일 ~ 2014년 11월 13일
- 《왕의 얼굴》 : 2014년 11월 19일 ~ 2015년 2월 5일

#### 2015년
- 《착하지 않은 여자들》 : 2015년 2월 25일 ~ 2015년 5월 14일
- 《복면검사》 : 2015년 5월 20일 ~ 2015년 7월 9일
- 《어셈블리》 : 2015년 7월 15일 ~ 2015년 9월 17일
- 《장사의 신 - 객주 2015》 : 2015년 9월 23일 ~ 2016년 2월 18일

#### 2016년
- 《태양의 후예》 : 2016년 2월 24일 ~ 2016년 4월 14일
- 《마스터 - 국수의 신》 : 2016년 4월 27일 ~ 2016년 6월 30일
- 《함부로 애틋하게》 : 2016년 7월 6일 ~ 2016년 9월 8일
- 《공항 가는 길》 : 2016년 9월 21일 ~ 2016년 11월 10일
- 《오 마이 금비》 : 2016년 11월 16일 ~ 2017년 1월 11일

#### 2017년
- 《김과장》 : 2017년 1월 25일 ~ 2017년 3월 30일
- 《추리의 여왕》 : 2017년 4월 5일 ~ 2017년 5월 25일
- 《7일의 왕비》 : 2017년 5월 31일 ~ 2017년 8월 3일
- 《맨홀 - 이상한 나라의 필》 : 2017년 8월 9일 ~ 2017년 9월 28일
- 《매드 독》 : 2017년 10월 11일 ~ 2017년 11월 30일
- 《흑 기사》 : 2017년 12월 6일 ~ 2018년 2월 8일

#### 2018년
- 《추리의 여왕 2》 : 2018년 2월 28일 ~ 2018년 4월 19일
- 《슈츠》 : 2018년 4월 25일 ~ 2018년 6월 14일
- 《당신의 하우스헬퍼》 : 2018년 7월 4일 ~ 2018년 8월 29일
- 《오늘의 탐정》 : 2018년 9월 5일 ~ 2018년 10월 25일
- 《죽어도 좋아》 : 2018년 11월 7일 ~ 2018년 12월 27일

#### 2019년
- 《왜그래 풍상씨》 : 2019년 1월 9일 ~ 2019년 3월 14일
- 《닥터 프리즈너》 : 2019년 3월 20일 ~ 2019년 5월 15일
- 《단, 하나의 사랑》 : 2019년 5월 22일 ~ 2019년 7월 11일
- 《저스티스》 : 2019년 7월 17일 ~ 2019년 9월 5일
- 《동백꽃 필 무렵》 : 2019년 9월 18일 ~ 2019년 11월 21일
- 《99억의 여자》 : 2019년 12월 4일 ~ 2020년 1월 23일

### 2020년대

#### 2020년
- 《포레스트》 : 2020년 1월 29일 ~ 2020년 3월 19일
- 《어서와》 : 2020년 3월 25일 ~ 2020년 4월 30일
- 《영혼수선공》 : 2020년 5월 6일 ~ 2020년 6월 25일
- 《출사표》 : 2020년 7월 1일 ~ 2020년 8월 20일
- 《도도솔솔라라솔》 : 2020년 10월 7일 ~ 2020년 11월 26일
- 《바람피면 죽는다》 : 2020년 12월 2일 ~ 2021년 1월 28일

#### 2021년
- 《안녕? 나야!》 : 2021년 2월 17일 ~ 2021년 4월 8일
- 《대박부동산》 : 2021년 4월 14일 ~ 2021년 6월 9일
- 《달리와 감자탕》 : 2021년 9월 22일 ~ 2021년 11월 11일
- 《학교 2021》 : 2021년 11월 24일 ~ 2022년 1월 13일

#### 2022년
- 《너에게 가는 속도 493km》 : 2022년 4월 20일 ~ 2022년 6월 9일
- 《징크스의 연인》 : 2022년 6월 15일 ~ 2022년 8월 4일
- 《당신이 소원을 말하면》 : 2022년 8월 10일 ~ 2022년 9월 29일
- 《진검승부》 : 2022년 10월 5일 ~ 2022년 11월 10일

#### 2024년
- 《완벽한 가족》 : 2024년 8월 14일 ~ 2024년 9월 19일
- 《개소리》 : 2024년 9월 25일 ~ 2024년 10월 31일
- 《페이스 미》 : 2024년 11월 6일 ~ 2024년 12월 12일
- 《수상한 그녀》 : 2024년 12월 18일 ~ 2025년 1월 23일

#### 2025년
- 《킥킥킥킥》 : 2025년 2월 5일 ~ 2025년 3월 13일
- 《24시 헬스클럽》 : 2025년 4월 30일 ~ 2025년 6월 5일
- 《남주의 첫날밤을 가져버렸다》 : 2025년 6월 11일 ~ 2025년 7월 17일
- 《내 여자친구는 상남자》 : 2025년 7월 23일 ~ 2025년 8월 28일

## 경쟁 프로그램
- MBC 수목 드라마
- SBS 수목 드라마
- TV조선 수목 드라마
- JTBC 수목 드라마
- 채널A 수목 드라마
- MBN 수목 드라마
- tvN 수목 드라마
- ENA 수목 드라마

## 같이 보기
| KBS 2TV 수요일 ~ 목요일 프로그램                      |               |                  |
| 이전                                                  | 수목 드라마   | 다음             |
| 슈퍼맨이 돌아왔다 (수요일) 옥탑방의 문제아들 (목요일) | 수목 드라마   | 아이 러브 스포츠 |
| 오후 8시 30분                                         | 오후 9시 50분 | 오후 11시 10분   |
|                                                       |               |                  |